# Nang (powiat)
Nang lub Lang xian (tyb. སྣང་རྫོང་, Wylie: snang rdzong, ZWPY: Nang Zong; chiń. upr. 朗县; pinyin Lǎng Xiàn) – powiat w zachodnich Chinach, w prefekturze miejskiej Nyingchi, w Tybetańskim Regionie Autonomicznym. W 1999 roku powiat liczył 14 238 mieszkańców.